# Voleybol 1. Ligi 2017-2018 (maschile)
La Voleybol 1. Ligi 2017-2018 si è svolta dal 2017 al 2018: al torneo hanno partecipato ventotto squadre di club turche e la vittoria finale è andata per la prima volta all'Arhavi.

## Regolamento

### Formula
È prevista una regular season in cui le ventotto formazioni iscritte al torneo gareggiano in due gironi da quattordici squadre ciascuno, disputando gare di andata e ritorno per un totale di ventisei incontri:
- Le ultime due classificate di ciascun girone retrocedono direttamente in Voleybol 2. Ligi;
- Le prime quattro classificate dei due gironi accedono alle semifinali dei play-off promozione, dove vengono nuovamente divise in due gruppi, questa volta da quattro squadre ciascuno, disputando un round-robin;
- Le prime due classificate alle semifinali dei play-off promozione accedono alla finale dei play-off promozione, che le vede protagoniste di un nuovo round-robin, concluso il quale le prime due classificate sono promosse in Efeler Ligi.

## Torneo

### Regular season

#### Girone A - Classifica
| Pos. | Squadra              | Pt     | G  | V  | P  | SV | SP | Ratio | PF    | PS    | Ratio |
| ---- | -------------------- | ------ | -- | -- | -- | -- | -- | ----- | ----- | ----- | ----- |
| 1.   | Düzce                | 71.000 | 26 | 24 | 2  | 75 | 20 | 3.750 | 2 325 | 1 919 | 1.211 |
| 2.   | TFL Altekma          | 63.260 | 26 | 20 | 6  | 65 | 26 | 2.500 | 2 142 | 1 846 | 1.160 |
| 3.   | Konya BB             | 60.585 | 26 | 21 | 5  | 68 | 32 | 2.125 | 2 310 | 2 080 | 1.110 |
| 4.   | Bigadiç              | 57.225 | 26 | 19 | 7  | 64 | 30 | 2.133 | 2 213 | 1 998 | 1.107 |
| 5.   | Ziraat Bankası       | 52.300 | 26 | 18 | 8  | 61 | 35 | 1.743 | 2 190 | 2 042 | 1.072 |
| 6.   | Anadolu Üniversitesi | 37.315 | 26 | 12 | 14 | 44 | 50 | 0.880 | 2 074 | 2 019 | 1.027 |
| 7.   | BAL                  | 35.000 | 26 | 13 | 13 | 50 | 53 | 0.943 | 2 247 | 2 307 | 0.974 |
| 8.   | Seydişehir           | 33.075 | 26 | 10 | 16 | 41 | 55 | 0.745 | 2 135 | 2 147 | 0.994 |
| 9.   | İstanbul BB          | 32.225 | 26 | 11 | 15 | 45 | 57 | 0.789 | 2 192 | 2 244 | 0.976 |
| 10.  | Tofaş                | 31.965 | 26 | 10 | 16 | 40 | 57 | 0.702 | 2 090 | 2 164 | 0.965 |
| 11.  | Eğirdir Elma         | 30.150 | 26 | 10 | 16 | 47 | 59 | 0.797 | 2 261 | 2 299 | 0.983 |
| 12.  | Alanya               | 24.435 | 26 | 8  | 18 | 35 | 59 | 0.593 | 2 018 | 2 168 | 0.930 |
| 13.  | Eser                 | 21.150 | 26 | 6  | 20 | 33 | 65 | 0.508 | 1 833 | 2 224 | 0.824 |
| 14.  | TVF Spor Lisesi      | 3.140  | 26 | 0  | 26 | 8  | 78 | 0.103 | 1 527 | 2 100 | 0.727 |

| Qualificate ai play-off promozione | Retrocesse in Voleybol 2. Ligi |

#### Girone B - Classifica
| Pos. | Squadra      | Pt     | G  | V  | P  | SV | SP | Ratio | PF    | PS    | Ratio |
| ---- | ------------ | ------ | -- | -- | -- | -- | -- | ----- | ----- | ----- | ----- |
| 1.   | Arhavi       | 71.075 | 26 | 24 | 2  | 74 | 15 | 4.933 | 2 133 | 1 637 | 1.303 |
| 2.   | Tokat        | 70.390 | 26 | 23 | 3  | 72 | 17 | 4.235 | 2 164 | 1 616 | 1.339 |
| 3.   | Solhan       | 58.000 | 26 | 20 | 6  | 64 | 32 | 2.000 | 2 155 | 1 912 | 1.127 |
| 4.   | Haliliye     | 52.075 | 26 | 18 | 8  | 56 | 32 | 1.750 | 2 012 | 1 847 | 1.089 |
| 5.   | Fındıklı     | 49.225 | 26 | 15 | 11 | 58 | 37 | 1.568 | 2 206 | 1 990 | 1.108 |
| 6.   | Akkuş        | 49.150 | 26 | 18 | 8  | 60 | 41 | 1.463 | 2 282 | 2 107 | 1.083 |
| 7.   | Niksar       | 40.465 | 26 | 14 | 12 | 52 | 49 | 1.061 | 2 208 | 2 158 | 1.023 |
| 8.   | Hatay BB     | 40.300 | 26 | 13 | 13 | 52 | 46 | 1.130 | 2 140 | 2 103 | 1.017 |
| 9.   | Payas        | 35.075 | 26 | 11 | 15 | 48 | 52 | 0.923 | 2 083 | 2 105 | 0.989 |
| 10.  | Palandöken   | 28.095 | 26 | 8  | 18 | 33 | 56 | 0.589 | 1 928 | 2 032 | 0.948 |
| 11.  | Malatya BB   | 21.150 | 26 | 6  | 20 | 27 | 63 | 0.429 | 1 817 | 2 064 | 0.880 |
| 12.  | Bulancak     | 18.225 | 26 | 7  | 19 | 28 | 63 | 0.444 | 1 894 | 2 110 | 0.897 |
| 13.  | Maraş        | 16.555 | 26 | 5  | 21 | 22 | 66 | 0.333 | 1 674 | 2 024 | 0.827 |
| 14.  | Genç Kafkars | 0.075  | 26 | 0  | 26 | 1  | 78 | 0.013 | 980   | 1 971 | 0.497 |

| Qualificate ai play-off promozione | Retrocesse in Voleybol 2. Ligi |

### Play-off promozione

#### Semifinali

##### Gruppo 1 - Classifica
| Pos. | Squadra | Pt | G | V | P | SV | SP | Ratio | PF  | PS  | Ratio |
| ---- | ------- | -- | - | - | - | -- | -- | ----- | --- | --- | ----- |
| 1.   | Tokat   | 6  | 3 | 2 | 1 | 7  | 5  | 1.400 | 280 | 273 | 1.025 |
| 2.   | Solhan  | 6  | 3 | 2 | 1 | 6  | 5  | 1.200 | 263 | 263 | 1.000 |
| 3.   | Bigadiç | 5  | 3 | 2 | 1 | 7  | 5  | 1.400 | 278 | 276 | 1.007 |
| 4.   | Düzce   | 1  | 3 | 0 | 3 | 4  | 9  | 0.444 | 283 | 292 | 0.969 |

| Qualificate in finale ai play-off promozione |

##### Gruppo 2 - Classifica
| Pos. | Squadra     | Pt | G | V | P | SV | SP | Ratio | PF  | PS  | Ratio |
| ---- | ----------- | -- | - | - | - | -- | -- | ----- | --- | --- | ----- |
| 1.   | Arhavi      | 9  | 3 | 3 | 0 | 9  | 2  | 4.500 | 266 | 211 | 1.260 |
| 2.   | TFL Altekma | 6  | 3 | 2 | 1 | 7  | 3  | 2.333 | 242 | 224 | 1.080 |
| 3.   | Konya BB    | 3  | 3 | 1 | 2 | 4  | 7  | 0.571 | 226 | 256 | 0.882 |
| 4.   | Haliliye    | 0  | 3 | 0 | 3 | 1  | 9  | 0.111 | 207 | 250 | 0.828 |

| Qualificate in finale ai play-off promozione |

#### Finale

##### Classifica
| Pos. | Squadra     | Pt | G | V | P | SV | SP | Ratio | PF  | PS  | Ratio |
| ---- | ----------- | -- | - | - | - | -- | -- | ----- | --- | --- | ----- |
| 1.   | Arhavi      | 5  | 3 | 2 | 1 | 7  | 6  | 1.167 | 288 | 276 | 1.043 |
| 2.   | Tokat       | 5  | 3 | 2 | 1 | 7  | 6  | 1.167 | 274 | 278 | 0.985 |
| 3.   | Solhan      | 5  | 3 | 1 | 2 | 7  | 7  | 1.000 | 302 | 298 | 1.013 |
| 4.   | TFL Altekma | 3  | 3 | 1 | 2 | 5  | 7  | 0.714 | 272 | 284 | 0.957 |

| Promosse in Efeler Ligi |